# Patricio Ormazábal
Patricio Ormazábal, född den 12 februari 1979 i Curicó, Maule, är en chilensk före detta fotbollsspelare. Vid fotbollsturneringen under OS 2000 i Sydney deltog han det chilenska lag som tog brons.